# Centro de mecanizado
Un centro de mecanizado es una máquina automatizada capaz de realizar múltiples operaciones de maquinado en una instalación bajo CNC (control numérico por computadora) con la mínima intervención humana. Las operaciones típicas son aquellas que usan herramientas de corte rotatorio como cortadores y brocas. Este sistema de mecanizado destaca por su velocidad de producción como ventaja y los altos costos como desventaja. 

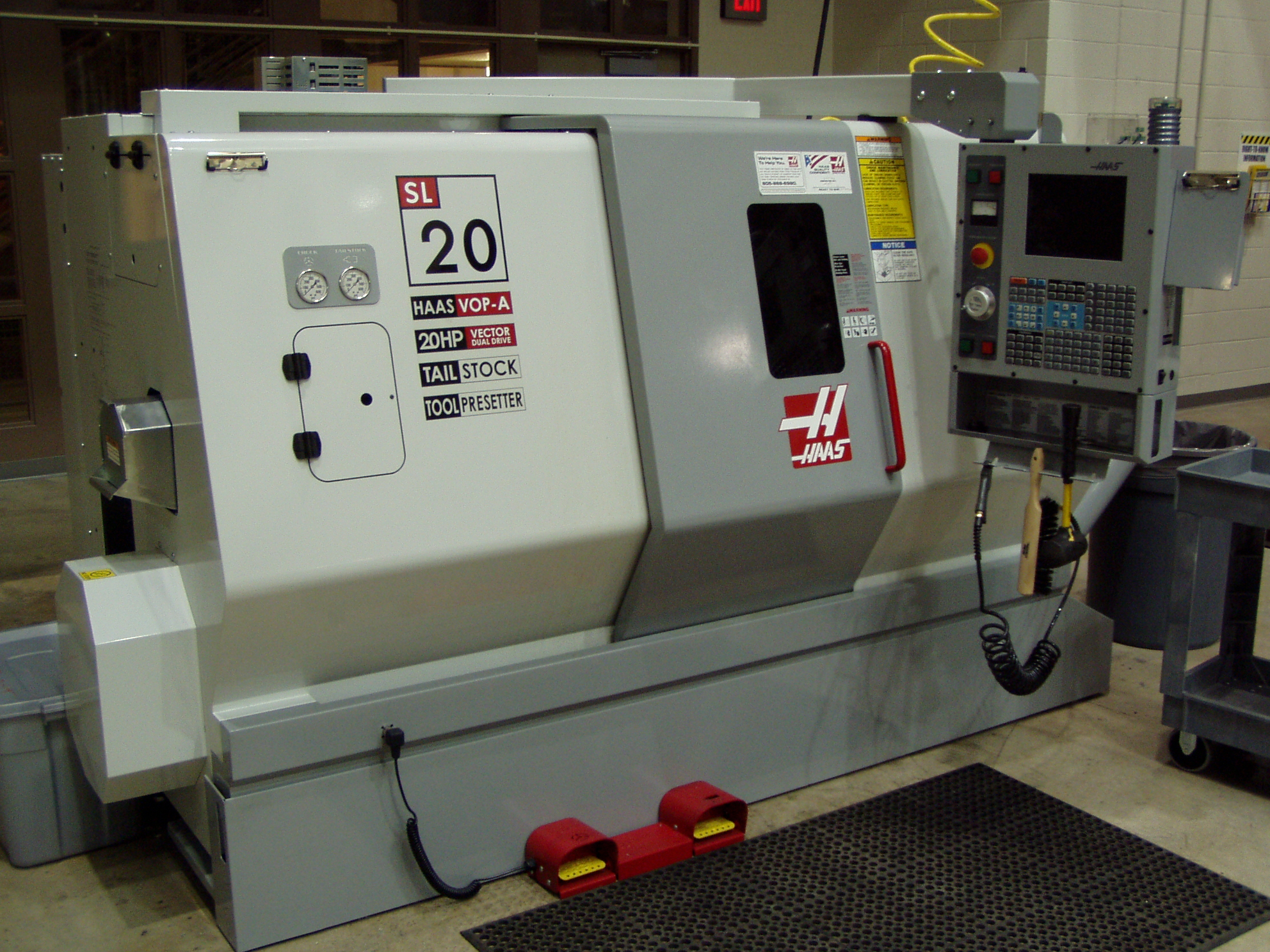
Centro de mecanizado.

Existen centros de mecanizado de una gran variedad de tamaños, tipos, funciones y grados de automatización. Sus costos están comprendidos en el rango de 50.000 hasta 1.000.000 de euros o más. Sus potencias nominales llegan a 75kW y las velocidades de husillo de las máquinas más usadas tienen límites de 4000-8000 rpm. Algunas mesas inclinables son capaces de soportar piezas de más de 7000 kg de peso.
En la actualidad se construyen muchas máquinas en forma modular, de tal modo que se pueden instalar y modificar diversos equipos y accesorios periféricos, según se necesite en los cambios de productos a manufacturar.

## Aspectos generales

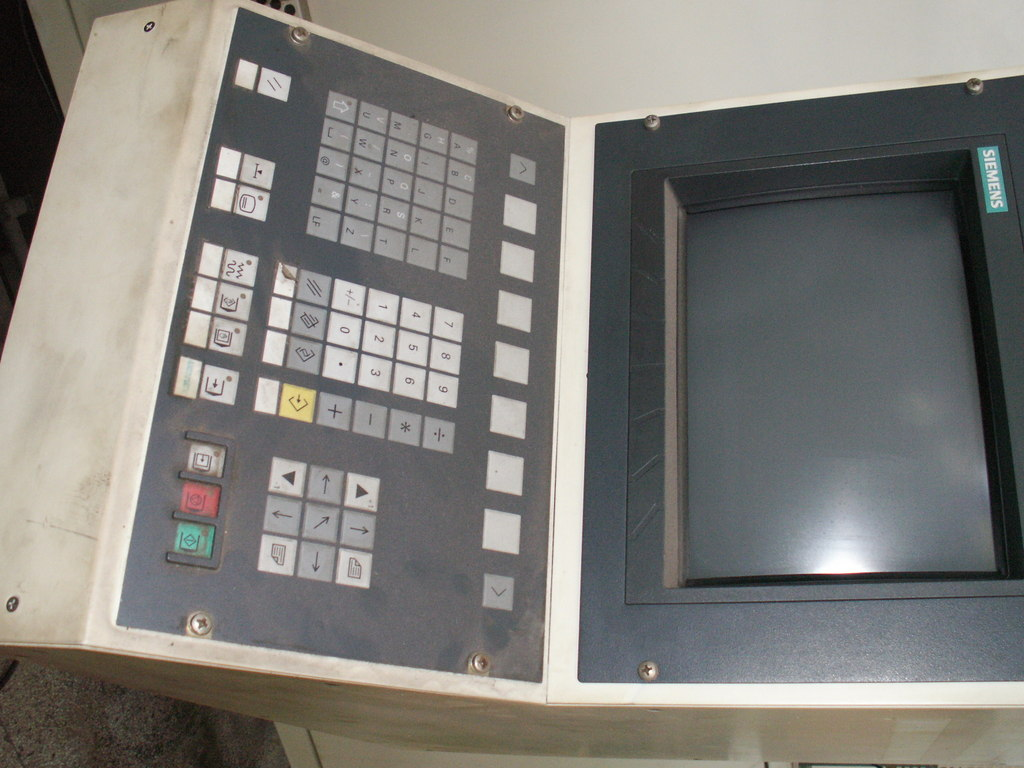
Panel CNC de Siemens.

Los centros de mecanizado poseen las siguientes características:
- Son reconfigurables, por lo que pueden cambiar rápidamente de configuración para realizar diferentes tareas de mecanizado sobre una pieza.
- La flexibilidad y versatilidad debida al alto grado de automatización las hace capaces de realizar diversas operaciones de mecanizado de una pieza.
- La uniformidad en la producción, que es importante en las producciones en serie.
- Alta velocidad de producción, ya que realizan gran cantidad de operaciones de forma automática sobre la pieza.
- Buen acabado superficial, lo que las hace aptas para dar forma final a las piezas fabricadas.

Una máquina de herramienta CNC se difiere de una máquina de herramienta convencional en los siguientes aspectos:
- El operario puede manejar varias máquinas CNC a la vez.
- No se necesita consultar apenas el plano.
- El programa tiene todo el control de los parámetros de corte.
- Existe la posibilidad de realizar prácticamente cualquier tipo de mecanizado.
- Tiene un elevado costo de máquinas, accesorios y mantenimiento.
- Se necesita mantener grandes volúmenes de producción para amortizar costes.

Con un adecuado sistema de automatización, un centro de mecanizado puede ser capaz de trabajar sin la intervención humana, puesto que las tecnologías de la información cuentan con la existencia de lenguajes de alto nivel como Java, Python, Perl, C++ y otros, que permiten trabajar directamente sobre el código CNC. Haciendo posible de esta manera, el trabajo autónomo de un centro de mecanizado.

## Estructuras de centros de mecanizado
Algunos de los aspectos a tener en cuenta en el diseño de la estructura de una máquina herramienta son los materiales empleados, las dilataciones térmicas, la rigidez y la capacidad de amortiguamiento de las vibraciones.

### Materiales
Los requisitos de los materiales a fabricar son:
- Baja densidad para minimizar las fuerzas de inercia.
- Rigidez.
- Baja dilatación térmica.
- Alta conductividad térmica.
- Capacidad de absorber vibraciones.
- Bajo costo.

Los materiales más comunes para estructuras de soporte o armazón de la bancada son:
- hierro colado o fundición gris, dúctil o modular.
- Acero forjado.
- Concreto de polímero.

Entre los desarrollos más recientes se incluye el uso de cerámicos y de compuestos de granito y epóxico.
- El hierro gris o de fundición tiene un bajo costo y buena absorción de vibraciones, pero las partes resultan muy pesadas en relación con sus capacidades mecánicas.
- Los cerámicos se usan en máquinas herramientas de avanzada, sus ventajas son la resistencia específica, rigidez, resistencia a la corrosión, buen acabado superficial y estabilidad térmica.
- Los materiales compuestos pueden estar formados por una gran variedad y combinación de matrices y materiales de refuerzo, presentan buenas propiedades mecánicas.
- El concreto de polímero es una mezcla de concreto triturado y plástico, puede ser fundido fácilmente para tomar diferentes formas. Tiene buena capacidad de absorber vibraciones pero baja rigidez y baja conductividad térmica.
- El compuesto granito epóxico consiste de 93% de granito triturado y 7% de aglomerante epóxico.

### Dilataciones térmicas
Las distorsiones térmicas en las máquinas herramientas contribuyen significativamente a la imprecisión de la operación de mecanizado. Se estima que un 50% del error final tiene esta causa. Las fuentes de temperatura pueden ser internas o externas. Las primeras son rozamientos provocados en todas las juntas y los actuadores eléctricos y el calor producido gracias al corte, las segundas son los fluidos de corte, y en cualquier causa de las variaciones de temperatura en el ambiente que rodea a la máquina. Las soluciones implementadas para minimizar los efectos de las dilataciones térmicas son:
- Rodamientos de gas o fluido.
- Utilización de fluido de corte para refrigerar la zona de trabajo.
- Implementación de materiales con bajo coeficiente de dilatación térmica.
- Compensación de errores por software.

### Rigidez y capacidad de amortiguamiento de vibraciones

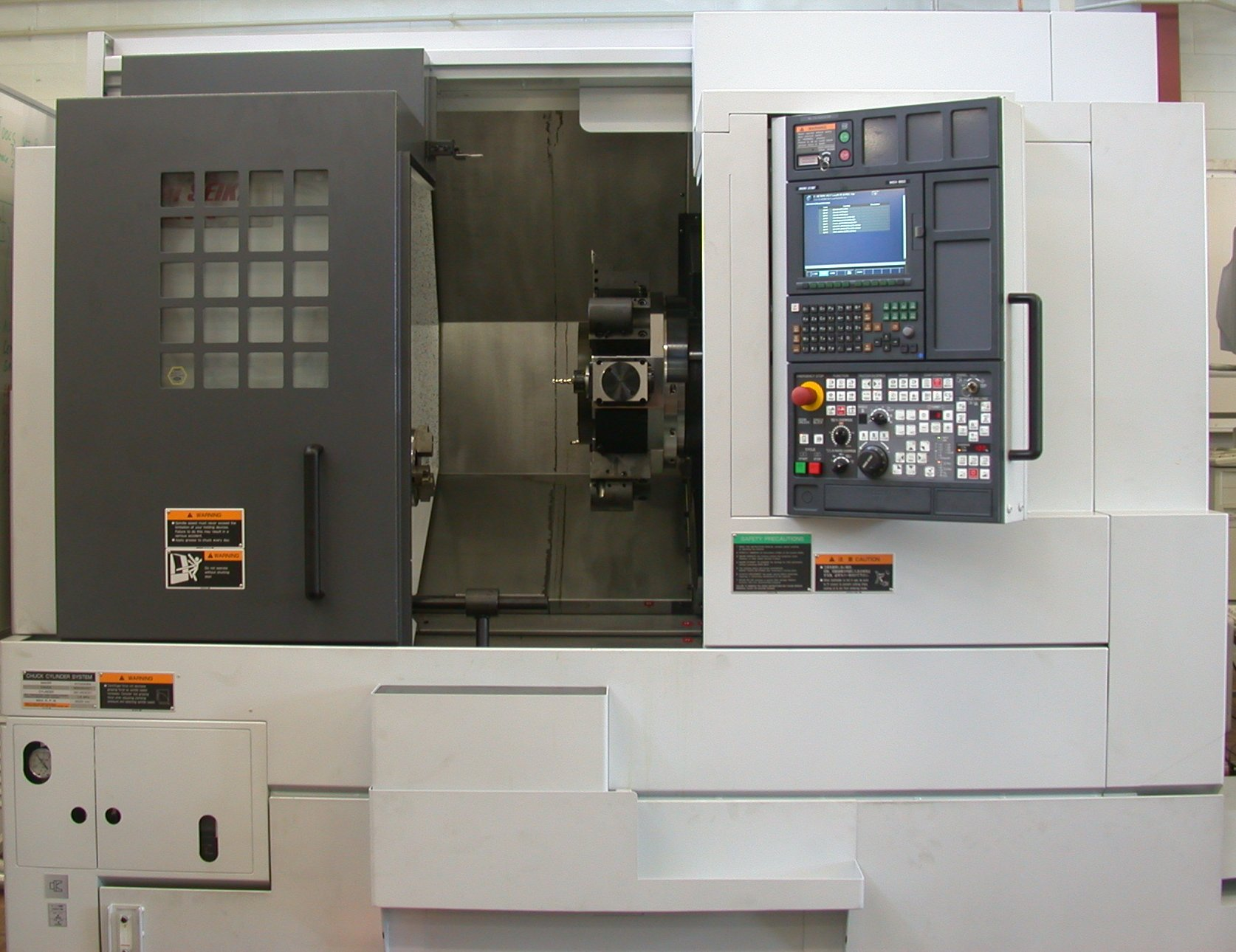
Torno CNC.

Estos dos aspectos son funciones de:
- a) Propiedades mecánicas de los materiales empleados: módulo de elasticidad, densidad.
- b) La geometría de las partes de la máquina.
- c) los tipos y cantidades de juntas usadas.

Hay un compromiso entre la ligereza de los componentes, importante para obtener menores fuerzas de inercia y mayores velocidades de maquinado, y la rigidez, que se logra con componentes grandes y pesados.
Con respecto a las vibraciones, es importante notar que cuanto mayor es el número de junturas, mejor es la capacidad de amortiguar vibraciones.

## Plataformas de Stewart
Un disco innovador para las estructuras de los centros de mecanizado son los hexápodos, también llamados plataformas de Stewart. En estas máquinas, el husillo es agarrado por seis barras de longitud variable, pudiendo moverse según 6 ejes.
Los centros de mecanizado tradicionales consisten básicamente de mecanismos en serie, con estructuras de tipo cantilever. Estas características no son buenas desde el punto de vista de la precisión ya que las deformaciones de cada pieza se suman acumulando una desviación total en el husillo y las estructuras de tipo cantilever admiten deformaciones grandes, resultando una baja rigidez.
En cambio, en las plataformas Stewart, se utiliza el concepto de mecanismos en paralelo, por otra parte, la mayoría de los esfuerzos sobre los miembros son axiales, así que la estructura es inherentemente más rígida. Los miembros en paralelo soportando la carga entregan un error promedio y sufren variaciones de fuerza baja en las juntas en comparación a los mecanismos en serie. Las barras consisten de tubos telescópicos con tornillos sinfines de bolas.
Otra mejora que se persigue con este innovador tipo de máquinas es aumentar el volumen en el cual el husillo puede actuar, para poder mecanizar piezas grandes. Por otra parte, al tener seis grados de libertad se puede tener el eje de la herramienta de corte constantemente perpendicular a la superficie que está siendo mecanizada.

## Arquitectura electro-informática con un centro de mecanizado
Un centro de mecanizado tiene una estructura muy parecida a los sistemas informáticos clásicos, pudiendo comunicarse entre ellos. Actualmente pueden llegar a formar parte de una red informática. Básicamente se distinguen las siguientes partes o estructuras en los sistemas de los centros de mecanizado:
- Unidad central de procesos o CPU.
- Periféricos de entrada.
- Unidades de almacenamiento de datos.
- Periféricos de salida.
- Unidad de enlace/PLC.

### Unidad central de procesos o CPU
Es el corazón del sistema. Está compuesto por una estructura informática donde el microprocesador determina la capacidad real de la máquina CNC. Entre las funciones que tiene que realizar se encuentran:
- Calcular la posición de los ejes y los desplazamientos de la máquina.
- Controlar los diferentes modos de funcionamiento de la máquina.

### Periféricos de entrada
Son todos los elementos que sirven para suministrar la información a la CPU. Entre los más importantes están los siguientes:
- Reglas ópticas y posicionadores.
- Conexión con el ordenador.
- Teclado y panel de mandos.

### Unidades de almacenamiento de datos
Actualmente los tipos más utilizados son:
- Disco duro.
- Conexión RS232 con ordenador.

### Periféricos de salida
Son todos aquellos elementos que sirven para recibir la información que suministra la CPU. Entre los más importantes se destacan:
- Comunicaciones RS232.
- Monitor.
- Control de movimiento de los ejes y demás elementos de la máquina.

El monitor le informa al operario todos los sucesos que se están produciendo entre los diferentes procesos de comunicación, tanto los datos de entrada como los de salida.

### Unidad de enlace, PLC
Una vez procesados los datos por la CPU, se transmite la información a los diferentes órganos de la máquina, para que se proceda a la ejecución. Estos datos no los envía directamente a la máquina sino que lo hace a través de la PLC, también llamado autómata programable.

## Aplicaciones especiales
A continuación se presentan algunas de las aplicaciones que un Centro de Mecanizado puede tener:

### Maquinado de alta velocidad
Los rangos de velocidades de corte se clasifican en:
- High speed: 600-1800 m/min.
- Very high speed: 1800-18000 m/min.
- Ultrahigh speed: >18000 m/min.

Se debe tener en cuenta que el maquinado de alta velocidad cobra importancia cuando el tiempo de corte es grande frente a otros tiempos de operaciones sobre la pieza. Se debe estudiar cuidadosamente en qué aplicaciones se justifica la implementación de las altas velocidades de corte. Algunos ejemplos son:
- Motores para vehículos.
- Componentes de estructuras de aviones en aluminio.

Un aspecto positivo del maquinado a altas velocidades es la rápida remoción del calor debido a la cantidad de chips que salen de la pieza.
Las características de las máquinas de herramientas que funcionan a alta velocidad son:
- Rodamientos especiales.
- Grandes fuerzas de inercia.
- Diseño especial del husillo.
- Herramientas de corte especiales.
- Alta capacidad de procesamiento y control computacional.

### Maquinado de ultraprecisión
La demanda de mayor precisión surge de las aplicaciones en computación, electrónica y nuclear entre otras. Algunos productos son espejos ópticos, discos de memoria para computadoras y tambores para máquinas fotocopiadoras. Los requerimientos de terminación superficial son del orden de decenas de nanómetros.
El CAD (computer-aided design) - CAM (computer-aided manufacturing) es un sistema que permite diseñar mediante un programa de ordenador las piezas dentales que se colocan después en la boca del paciente.
El uso de esta tecnología conlleva un importante ahorro para el paciente, tanto del coste económico como del tiempo empleado en el tratamiento. Así mismo, la fidelidad, exactitud y precisión con las que hace posible la creación de las piezas dentales no tienen comparación con ningún otro sistema
Se trata de una réplica creada informáticamente en 3 dimensiones que hace posible llevar a cabo un trabajo más preciso, más ágil y más rápido que con los métodos tradicionales de toma de medidas en la boca del paciente a través de siliconas y fabricación artesanal en moldes.
La tecnología CAD-CAM parte de un escáner que obtiene una imagen perfectamente fiel de la boca del paciente. De este modo, se evita la realización de varias tomas de medidas que alargan innecesariamente el proceso.
A partir de ahí, el protésico obtiene un archivo digital de la boca y a través del programa de software proyecta la pieza en 3D. Ese archivo se envía a nuestro proveedor español de implantes dentales que conoceremos en más detalle en próximos posts, y en un periodo aproximado de 48 a 72 horas se elabora digitalmente la pieza dental a medida.